# El Salvador nos Jogos Pan-Americanos de 1999
O El Salvador competiu nos Jogos Pan-Americanos de 1999, em Winnipeg, no Canadá.